# 欣里希·洛泽
欣里希·洛泽（德語：Hinrich Lohse，1896年9月2日-1964年2月25日），纳粹德国政治家、被定罪战犯，以在第二次世界大战期间统治波罗的海国家出名。

## 生平

### 早期生活
欣里希·洛泽出生于石勒苏益格-荷尔斯泰因省米伦巴贝克城的农民家庭。从1903年至1912年，他就读于家乡的人民学校，之后又前往高等贸易学校学习。在1913年，他成为了汉堡的布洛姆－福斯造船厂的职员。第一次世界大战期间，他在1915年9月23日参加了德意志帝国陆军，并在1916年10月30日因伤退伍。

### 纳粹党生涯
洛泽首先在1919年成为石勒苏益格-荷尔斯泰因农民协会的准会员，又在1920年担任石勒苏益格-荷尔斯泰因农民及农场工人民主党总秘书长。他在1923年加入了纳粹党，并于1925年3月27日成为纳粹党石勒苏益格-荷尔斯泰因大区长官。1924年，洛泽作为人民社会集团（德语：Völkisch-Sozialer Block）的成员，被选举为易北河畔阿尔托纳市代表团（Stadtverordnetenkollegium）唯一的纳粹党代表。在此期间，他领导了北德意志许多国家导向型的农业协会——比如“农村人民运动”（Landvolkbewegung）——加入纳粹党。1928年至1929年间，洛泽短暂地管理了纳粹党汉堡大区。
洛泽从1932年起开始担任国会议员。在纳粹掌权不久后，他被任命为石勒苏益格-荷尔斯泰因省最高主席（德语：Oberpräsident）。在1934年，他成为了北欧协会（Nordische Gesellschaft）的领导人。在1942年，他和所有大区长官一起，被任命为国防委员。

### 波罗的海占领地官员

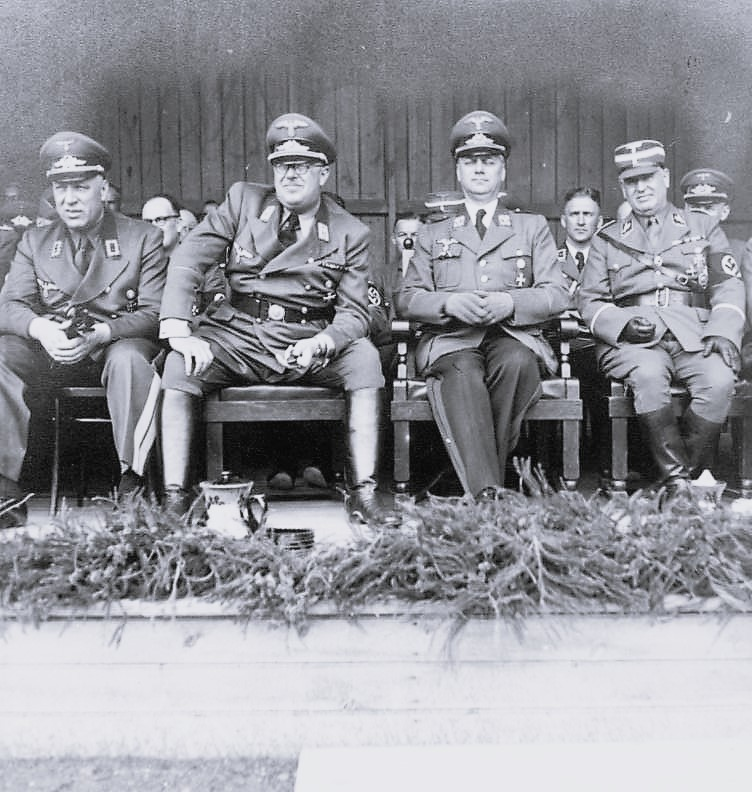
拉脱维亚最高长官奥托-海因里希·德雷克斯勒、东方领地总督欣里希·洛泽、东部占领区政府部长阿尔弗雷德·罗森堡及冲锋队军官埃伯哈德·梅德姆在多贝莱（1942年）

1941年7月17日，在纳粹德国占领苏联治下的波罗的海国家后，洛泽被任命为“东方领地总督”。洛泽保留了自己在石勒苏益格-荷尔斯泰因大区的官职，并在里加和基尔的两个职位之间来回穿梭。作为东方领地总督和阿尔弗雷德·罗森堡的副手，洛泽对实施纳粹的德国化政策负有责任。该政策以东方总计划为基础，内容为屠杀几乎所有的犹太人、罗姆人和共产主义者，而这必然会导致对当地人民的压迫。当时，由党卫队旅队领袖兼警察少将弗朗茨·瓦尔特·施塔勒克（后任党卫队及警察高级领袖“德語：，HSSPF”）和伦布拉大屠杀组织长官、党卫队将领兼党卫队及警察高级领袖弗里德里希·耶克尔恩所控制的警察势力和别动队犯下了许多谋杀罪行。对此，洛泽并不负直接责任。
然而洛泽作为他实施的“平民”政权的领袖，通过了一系列特别法令和东方领地总移民计划的指导原则。他的许多预备法令促进了之后的警察“行动”（纳粹对于屠杀行动的委婉说法）。需要特别注意的是，他与汉斯-阿道夫·普吕茨曼共同对许多奴役、隔离拉脱维亚犹太人的行为负责。
1944年秋天，洛泽逃离了东方总督辖区，抵达了石勒苏益格-荷尔斯泰因。他作为国防委员独裁者在那里，直到战争结束，

### 战后审判及生活
1945年5月6日，洛泽的石勒苏益格-荷尔斯泰因最高主席职位被解除（因为在5月5日，纳粹于吕讷堡灌木林投降），不久后被英国陆军监禁。纳粹德国于5月7日投降，并在5月8日解散。1948年，洛泽被判十年有期徒刑，但在1951年因病被释放。德国检察官启动了两场调查工作调查他；洛泽尝试获取最高主席职位的退休金，但在石勒苏益格-荷尔斯泰因州议会（德語：Landtag）的压力下，退休金被撤回。洛泽在米伦巴贝克度过了暮年，并逝世于此。